# Max-Morlock-Stadion
Grundig Stadion (pierwotnie Städtisches Stadion; od 1945 do 1961 Victory-Stadium; od 1961 do 1991 Städtisches Stadion; od 1991 do 2006 Frankenstadion; od 2006 do 2012 easyCredit-Stadion; od 2012 do 2013 Stadion Nürnberg) – wielofunkcyjny stadion znajdujący się w Norymberdze w Niemczech. Należy do drużyny 1. FC Nürnberg.
Został zbudowany w 1928 według projektu Ottona Ernsta Schweizera. Od 1933 roku używany do organizacji parad Hitlerjugend. W latach 1945-1961 wykorzystywany przez US Army do organizacji wydarzeń sportowych.  Przed Mistrzostwami Świata 2006 został zmodernizowany.

## Galeria

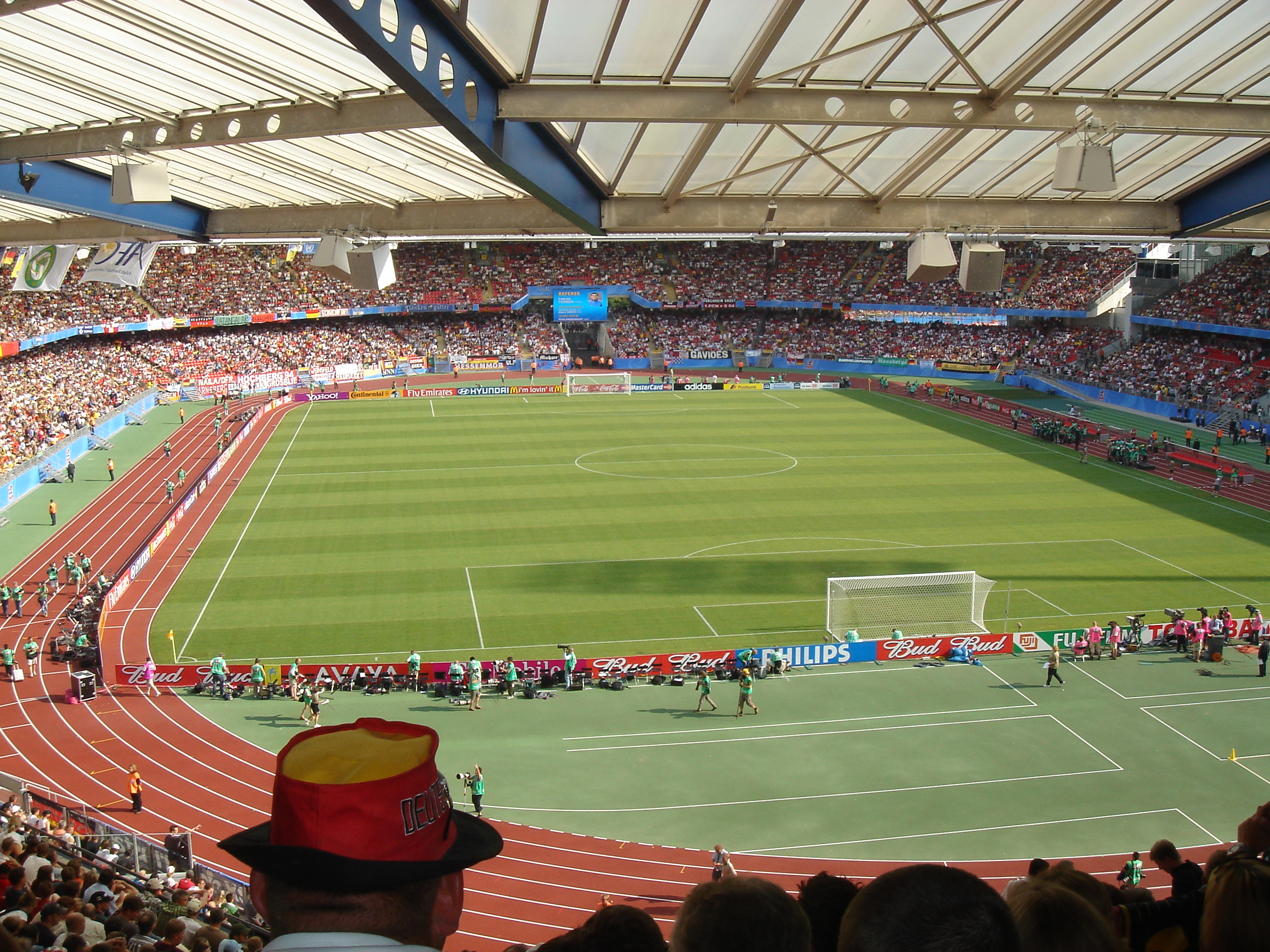
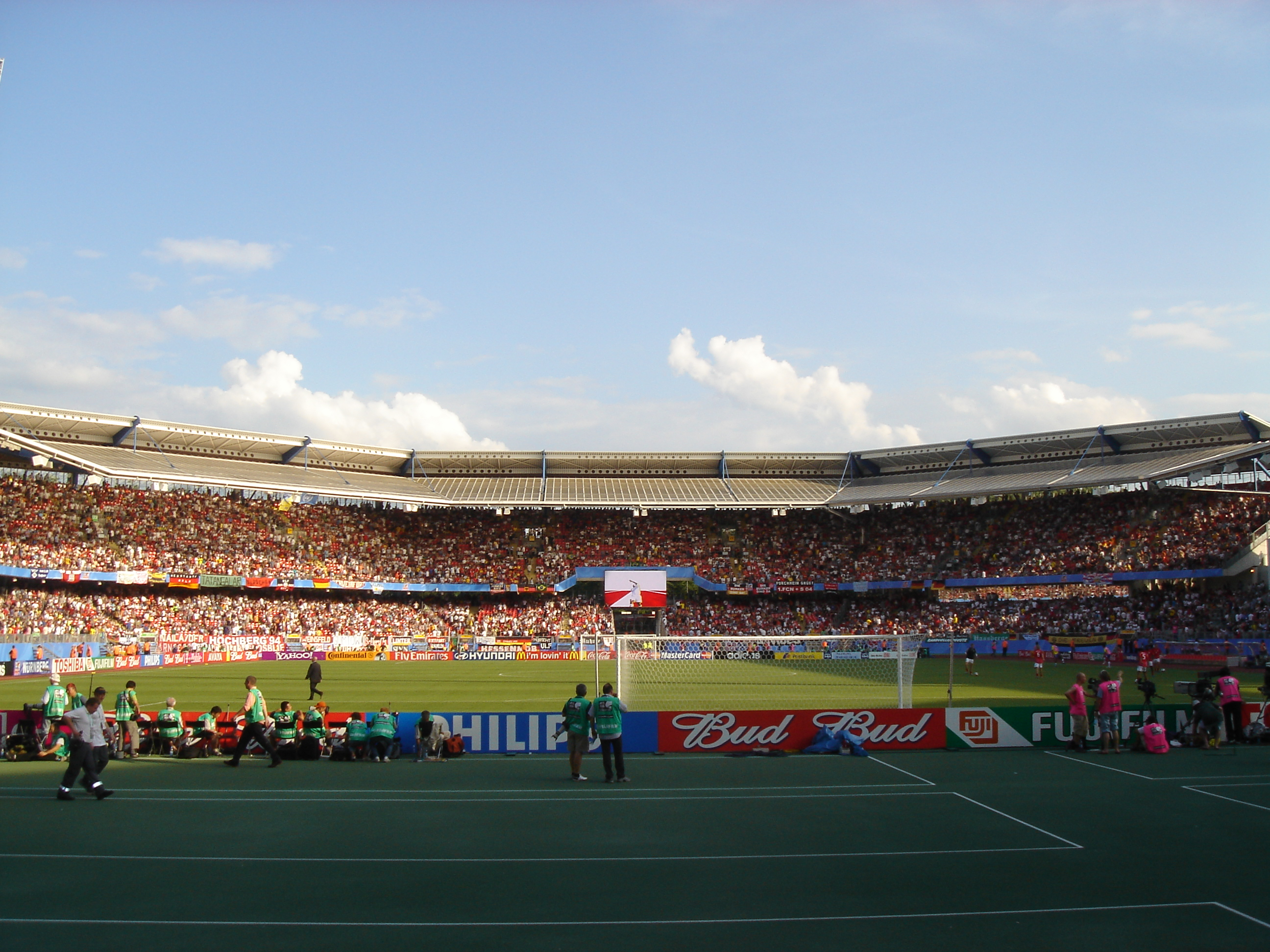
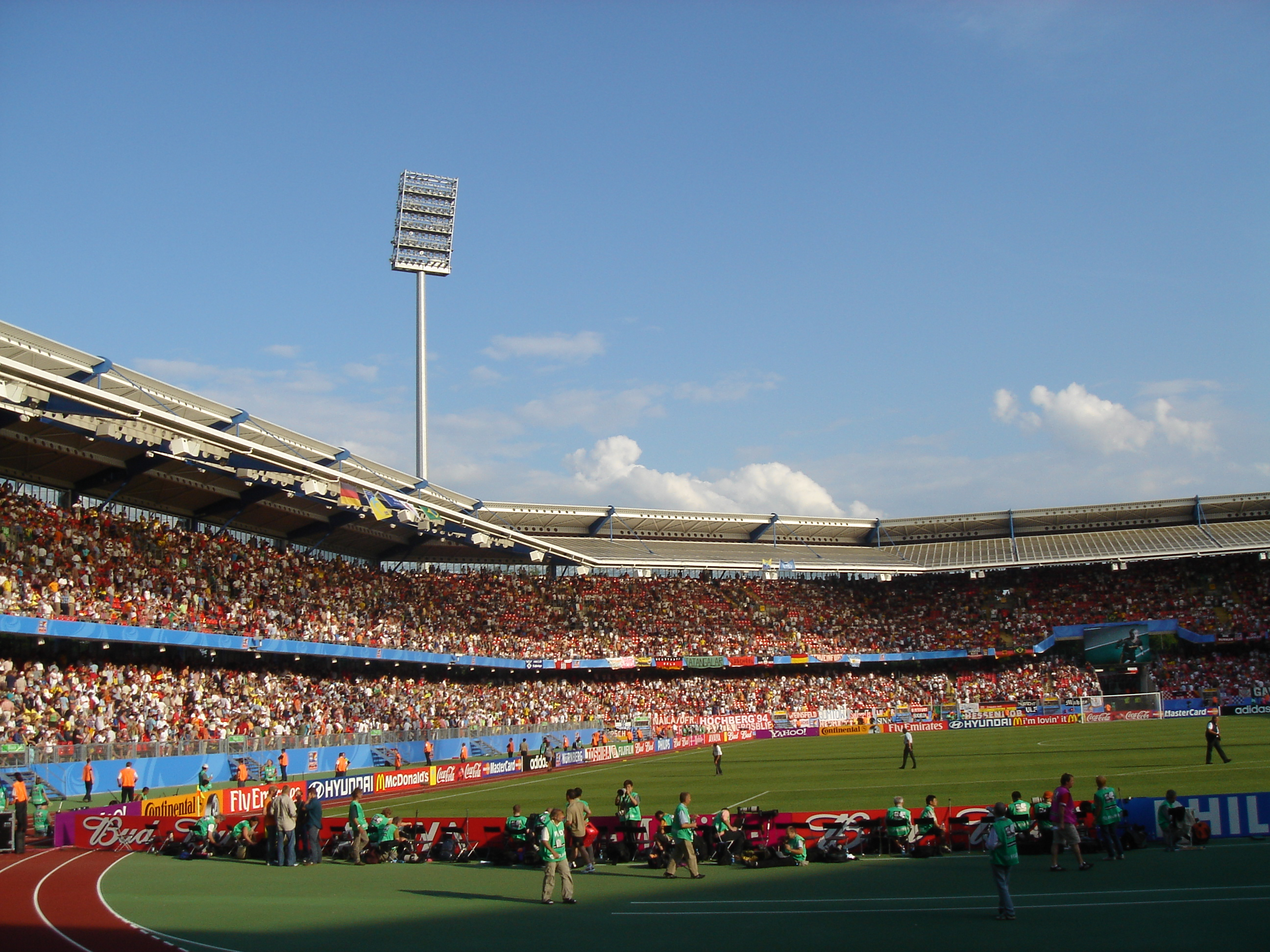
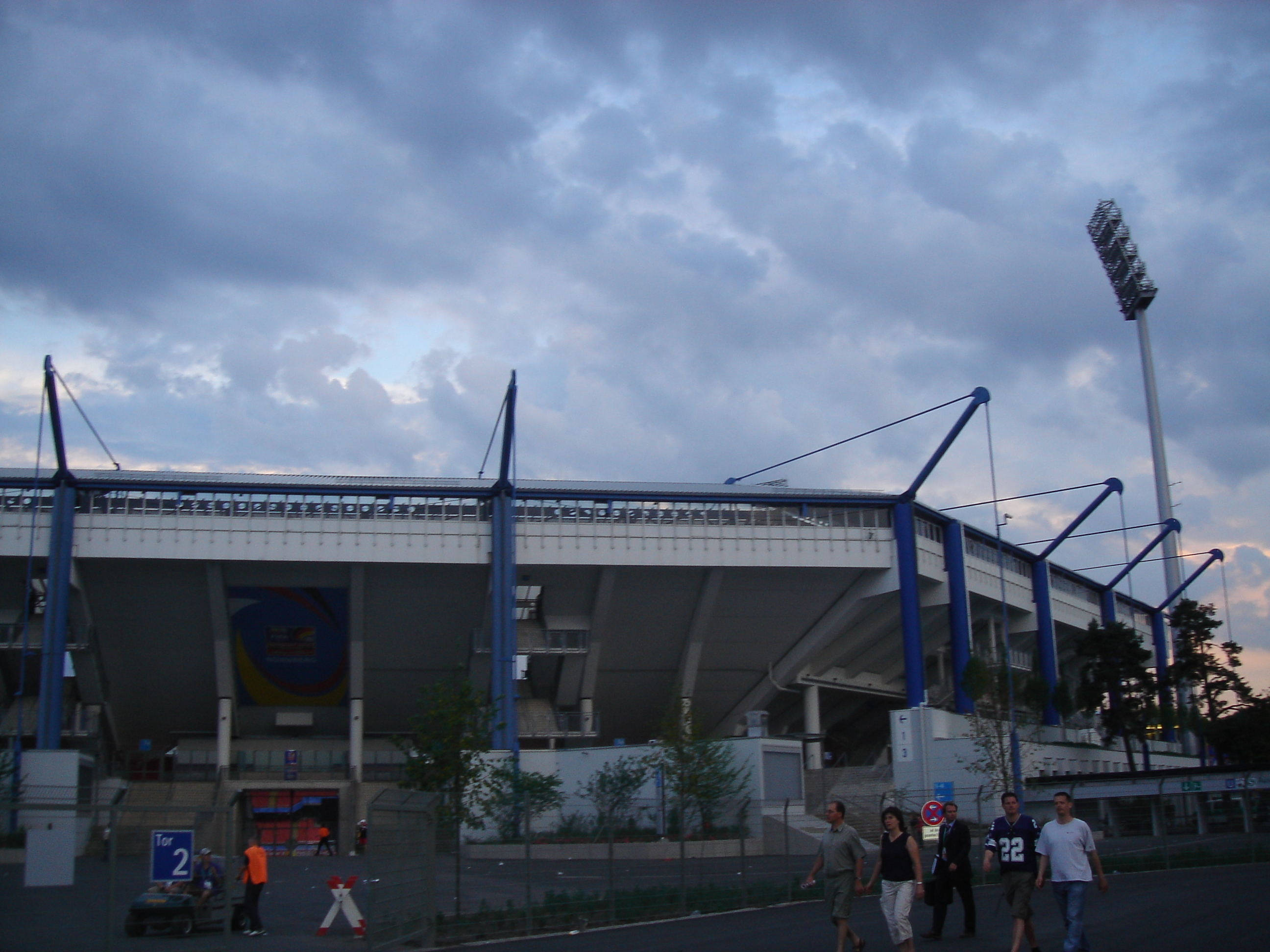

## Mecze podczas Mistrzostw Świata 2006
| Data            | Godzina | Drużyna #1 | Wynik | Drużyna #2        | Runda      | Widzów |
| --------------- | ------- | ---------- | ----- | ----------------- | ---------- | ------ |
| 11 czerwca 2006 | 18.00   | Meksyk     | 3-1   | Iran              | Grupa D    | 41 000 |
| 15 czerwca 2006 | 18.00   | Anglia     | 2-0   | Trynidad i Tobago | Grupa B    | 41 000 |
| 18 czerwca 2006 | 15.00   | Japonia    | 0-0   | Chorwacja         | Grupa F    | 41 000 |
| 22 czerwca 2006 | 16.00   | Ghana      | 2-1   | USA               | Grupa E    | 41 000 |
| 25 czerwca 2006 | 21.00   | Portugalia | 1-0   | Holandia          | 1/8 finału | 41 000 |